# Two World Trade Center

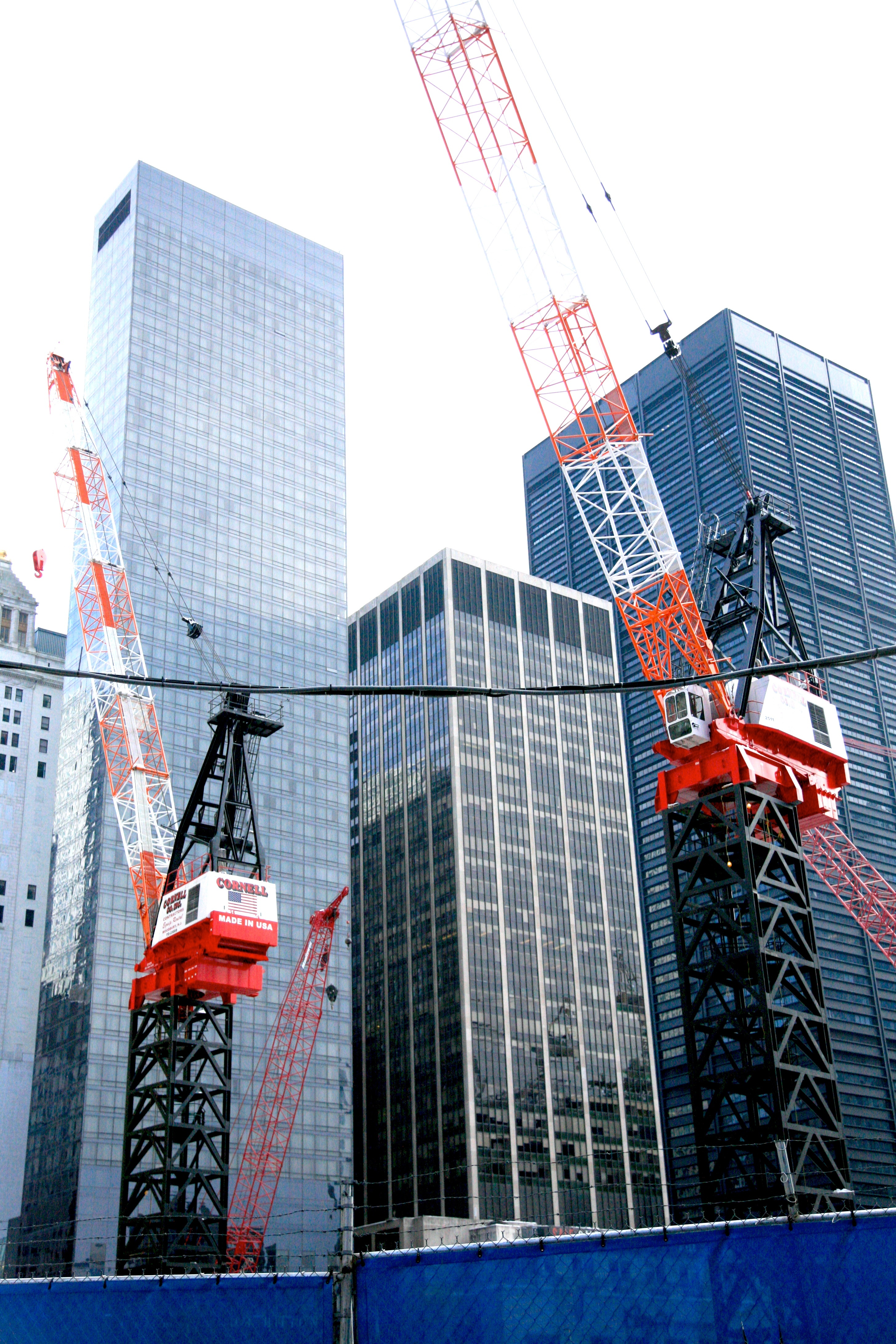
Two World Trade Center den

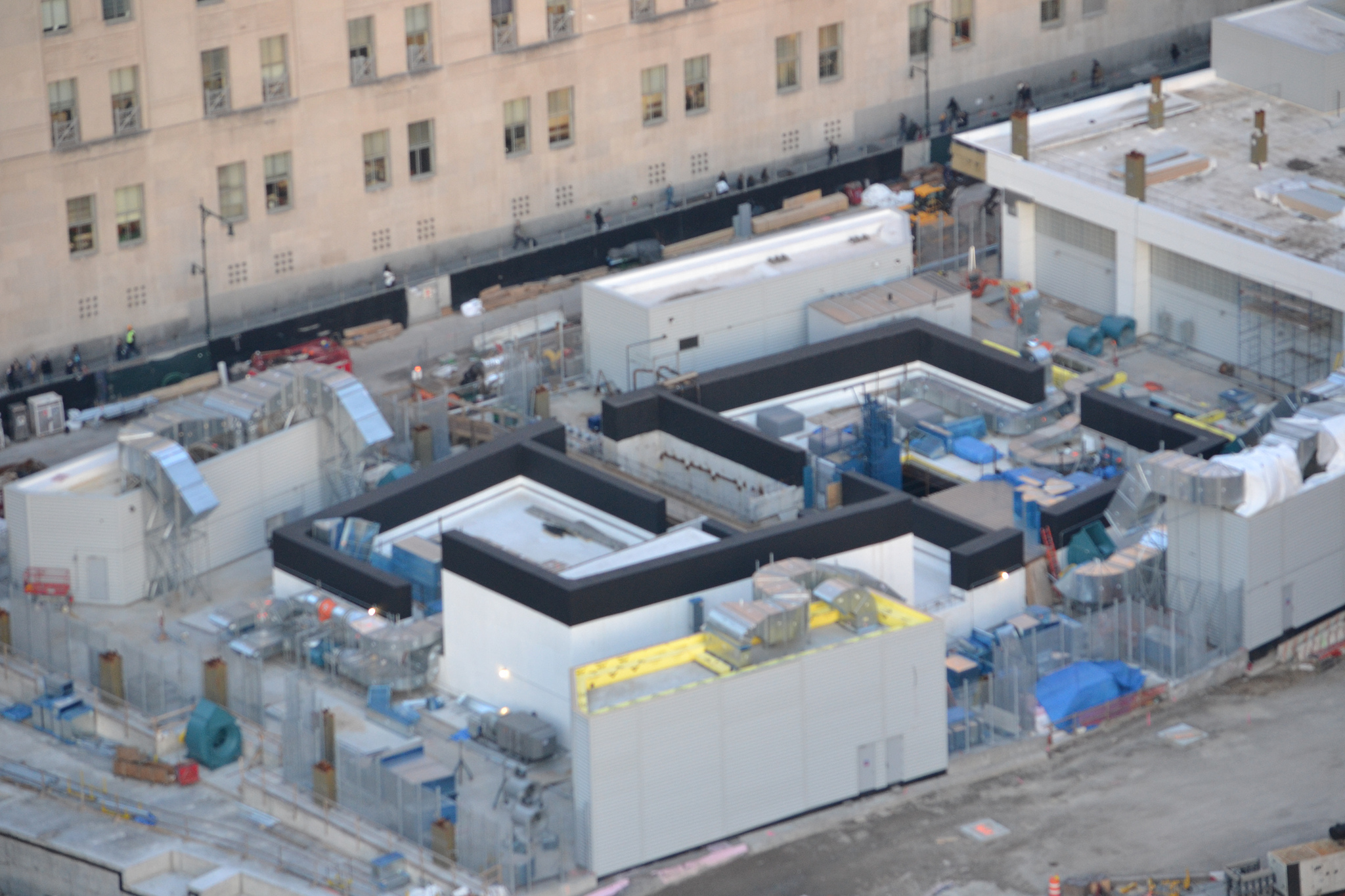
Two World Trade Center den 5 januari 2013.

Den här artikeln handlar om den nya skyskrapan, för gamla World Trade Centers södra torn, se World Trade Center.
Two World Trade Center även kallat 200 Greenwich Street är ett planerat och påbörjat, men pausat, projekt av de nya kontorsbyggnaderna vid Nya World Trade Center på nedre Manhattan i New York, USA.
Byggnaden är planerad att ligga där 9-våningshuset 5 World Trade Center en gång låg och ersätta gamla World Trade Centers södra torn (WTC 2), som var en av byggnaderna ett flygplan kraschade i vid 11-september-attackerna 2001.

## Historik
Byggnadens ursprungsdesign från 2006 innebar att den skulle vara uppdelad i fyra sektioner och ha ett lutande tak, vilket skulle ge den en form av fyra diamanter sett från toppen. Meningen med arkitekturen med det lutande taket var att få byggnaden att släppa förbi solljus mot minnesmärket för 11 september-attackerna den 11 september varje år.
Byggnationen startade under sommaren 2010, men pausades 2013. Ursprungligen skulle byggnaden ha stått klar 2015 men det är osäkert när byggnationen kommer igång igen. En anledning till detta är att det är svårt att hitta hyresgäster.
Planen var att byggnaden skulle vara 410 meter hög inräknat antenn/spira och ha 81 våningar. Det skulle innebära att den blir den tredje högsta byggnaden i New York efter One World Trade Center och 432 Park Avenue om man räknar in total höjd.
Designen kritiserades av de tilltänkta hyresgästerna, 21st Century Fox och News Corp och arkitekt Bjarke Ingels fick i uppdrag att utarbeta ett nytt förslag. Hans design som bestod av staplade, förskjutna glaskuber som bildade en skyskrapa med stora balkonger, övergavs dock år 2020. Den ursprungliga designen kommer nu att och moderniseras.
År 2024 presenterades en design av den brittiske arkitekten Norman Foster. Den bestod av 80 våningar med flera terrasser i nischer och tak på utstickande sektioner.

## Produktion
Skyskrapan kommer att byggas med samma teknik som One World Trade Center med en stark inre stomme med balkar ut till väggarna och öppna golvytor.